# Vilaboa (Bóveda)
Vilaboa es una localidad del municipio de Bóveda, en la provincia de Lugo, España. Pertenece a la parroquia de Tuimil.
Se encuentra a 375 metros de altitud junto al río Mao, en el que se encuentra el molino de Vilaboa. Se encuentra también entre las carreteras LU-546 y CG-2.2. En 2023 tenía una población de 6 habitantes, 5 hombres y 1 mujer.